# وصال عسگروف
وصال عسگروف (ترکی آذربایجانی: Vüsal Əsgərov؛ زادهٔ ۲۳ اوت ۲۰۰۱) بازیکن فوتبال اهل جمهوری آذربایجان است.
وی همچنین در تیم‌های ملی فوتبال زیر ۱۷ سال جمهوری آذربایجان و زیر ۲۱ سال جمهوری آذربایجان بازی کرده‌است.